# Diplacodes remota
Diplacodes remota är en trollsländeart som beskrevs av Friedrich Ris 1911. Diplacodes remota ingår i släktet Diplacodes och familjen segeltrollsländor. Inga underarter finns listade i Catalogue of Life.